# Nicolás Lazo
Nicolás Lazo (ur. 16 kwietnia 1995 w Buenos Aires) – argentyński siatkarz, grający na pozycji przyjmującego. 
Jego partnerką życiową jest siatkarka Julieta Constanza Lazcano.

## Sukcesy klubowe
Puchar Master:
- 2013, 2014, 2016, 2017[4], 2024

Puchar ACLAV:
- 2013, 2015, 2023[5], 2024[6]

Liga argentyńska:
- 2014, 2015, 2016, 2018, 2024[7], 2025[8]
- 2017
- 2019

Klubowe Mistrzostwa Ameryki Południowej:
- 2015
- 2014, 2019, 2024[9]
- 2016, 2017

Klubowe Mistrzostwa Świata:
- 2014, 2015[10]

Liga brazylijska:
- 2021

Liga francuska:
- 2022[11]

## Sukcesy reprezentacyjne
Puchar Panamerykański:
- 2012, 2016, 2019

Mistrzostwa Ameryki Południowej Juniorów:
- 2012, 2014

Mistrzostwa Ameryki Południowej Kadetów:
- 2012

Mistrzostwa Świata Juniorów:
- 2015

Mistrzostwa Ameryki Południowej U-23:
- 2016

Mistrzostwa Ameryki Południowej:
- 2021

Igrzyska Panamerykańskie:
- 2023[12]

## Nagrody indywidualne
- 2014: Najlepszy przyjmujący Mistrzostw Ameryki Południowej Juniorów
- 2016: Najlepszy przyjmujący Mistrzostw Ameryki Południowej U-23